# جامعة بنها
جامعة بنها جامعة مصرية تأسست بقرار صدر في 25 نوفمبر 1976 م كفرع لجامعة الزقازيق بمدينة بنها يضم الكليات التالية كلية التجارة و كلية الهندسة بشبرا وكلية الزراعة بمشتهر وكلية التربية بمدينة بنها. وفي عام 1981-1982 م تم إنشاء كليات الاداب والعلوم ببنها والطب البيطري بمشتهر. بتاريخ 1-8-2005، تم إنشاء شعبة للدراسة باللغة الإنجليزية بكلية التجارة منذ العام الدراسي 1997-1998. تم استقلال الجامعة عن جامعة الزقازيق وأصبحت جامعة مستقلة وذلك في عام 2005 م.

## الكليات
تتكون الجامعة من الكليات التالية:
- كلية الهندسة بشبرا (1961 م).[4]
- كلية الفنون التطبيقية (2011 م).
- كلية الهندسة ببنها (1988 م).
- كلية الحاسبات والذكاء الاصطناعي (2006 م).
- كلية العلوم (1981 م).
- كلية الزراعة (1911 م).
- كلية التجارة (1976 م).
- كلية الآداب (1981 م).
- كلية التربية (1976 م).
- كلية التربية النوعية (1990 م).
- كلية التربية الرياضية (1996 م).
- كلية الحقوق (1990 م).
- كلية الطب (1976 م).
- كلية الطب البيطري (1981 م).
- كلية التمريض (1992 م).
- كلية العلاج الطبيعي (2018 م).

تضم الجامعة حالياً مركز للمعلومات والخدمات البحثية والذي حصل على جائزة المركز الأول كأفضل مركز حكومى خدمى.
كما تقدم الجامعة خدمة التعليم المفتوح وتتعاون في هذا الصدد مع جامعة القاهرة كما تقدمها منفردة.

## قيادات الجامعة
رئيس الجامعة الحالي
- الأستاذ الدكتور/ ناصر الجيزاوى

رؤساء الجامعة من 2005 حتى الآن
- أ.د/ حسام الدين العطار (أغسطس 2005 - يوليو 2009)
- أ.د/ محمد صفوت زهران (أغسطس 2009 - يوليو 2011)
- أ.د/ علي محمد شمس الدين (أكتوبر 2011 - يوليو 2016)
- أ.د/ السيد يوسف القاضي (سبتمبر 2016 - أغسطس 2018)
- أ.د/ جمال السعيد (مارس 2019 - يناير 2021)
- أ.د/ جمال سوسة (سبتمبر 2021 - اغسطس 2023)
- أ.د/ ناصر الجيزاوى (سبتمبر 2023-إلى الان)

## من خريجي الجامعة
- خالد يوسف (كلية الهندسة بشبرا - 1990) - مخرج مصري.
- على شمس الدين (كلية الزراعة - 1980)
- د/ أحمد سليمان (كلية الهندسة بشبرا)- عالم بوكالة ناسا للفضاء وجامعة كالتك